# Waremme
Waremme (neerlandeză Borgworm, valonă Wareme) este un oraș francofon din regiunea Valonia din Belgia. Comuna este formată din localitățile Waremme, Bettincourt, Bleret, Bovenistier, Grand-Axhe, Lantremange și Oleye. Suprafața totală este de 31,04 km². La 1 ianuarie 2008 comuna avea o populație totală de 14.306 locuitori. 

## Localități înfrățite
- Franța: Gérardmer;
- Italia: Gallinaro;
- Macedonia de Nord: Skopje.